# Von (hudební skupina)

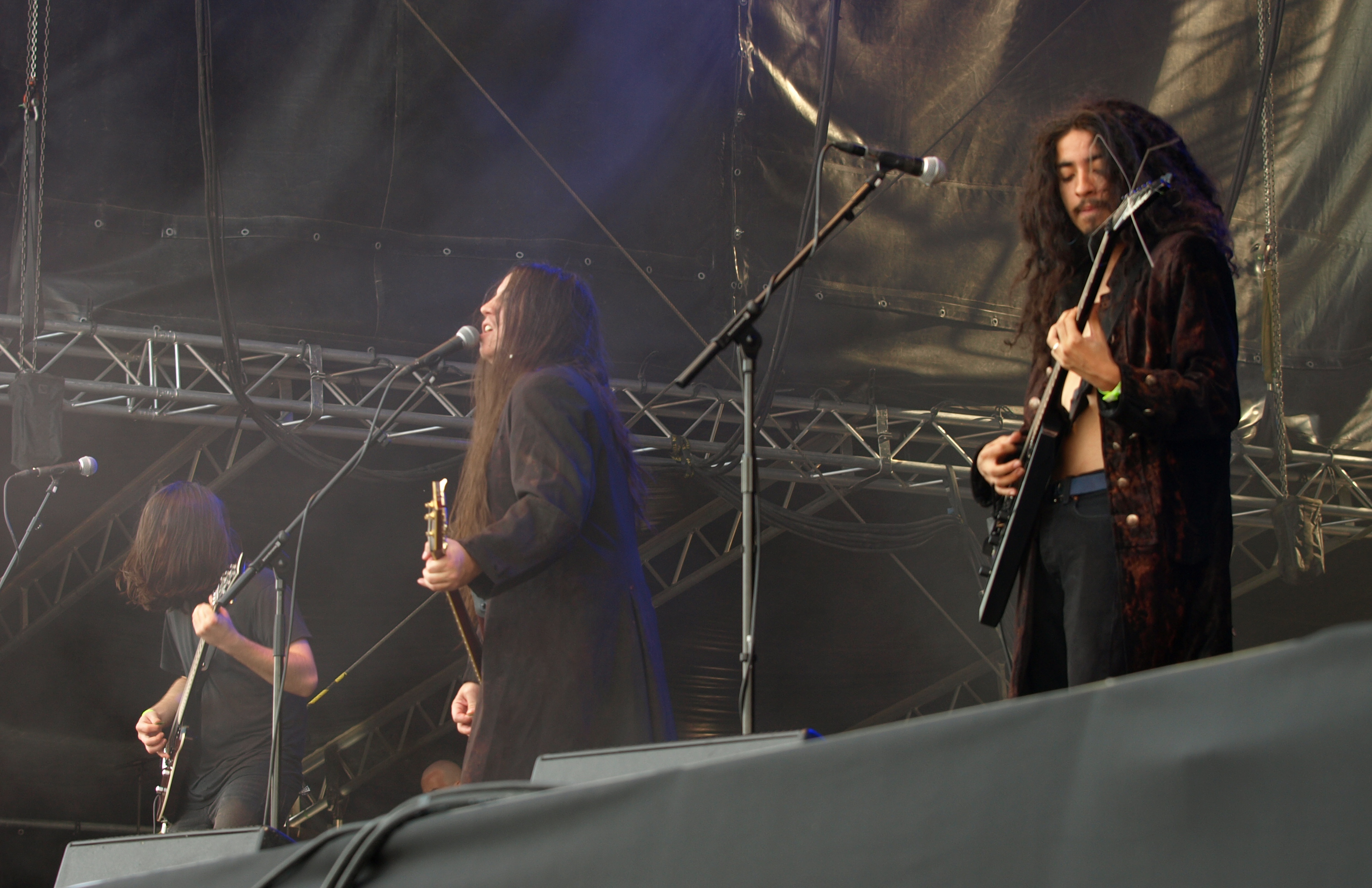
Von, 2013

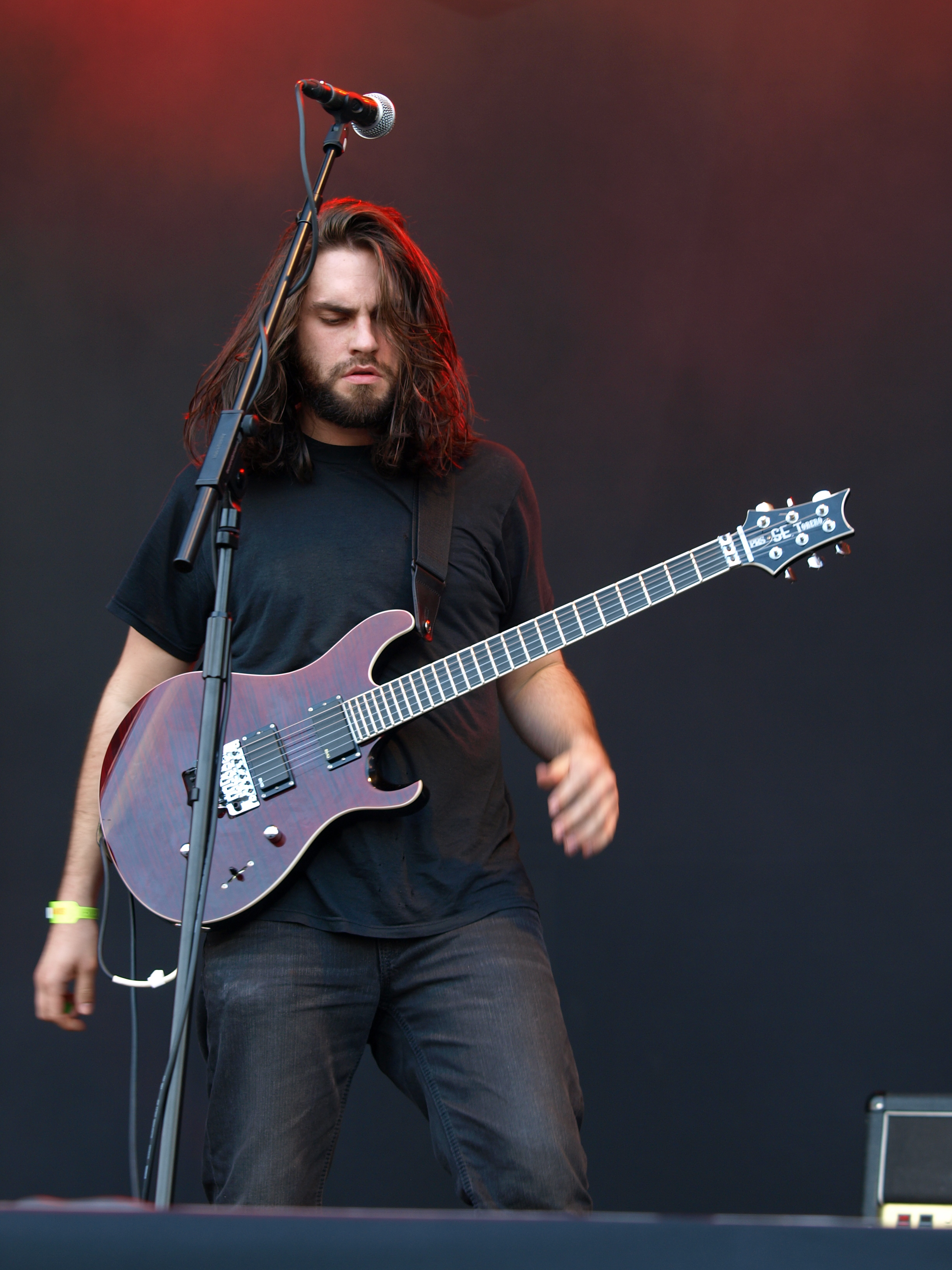
Von, 2013

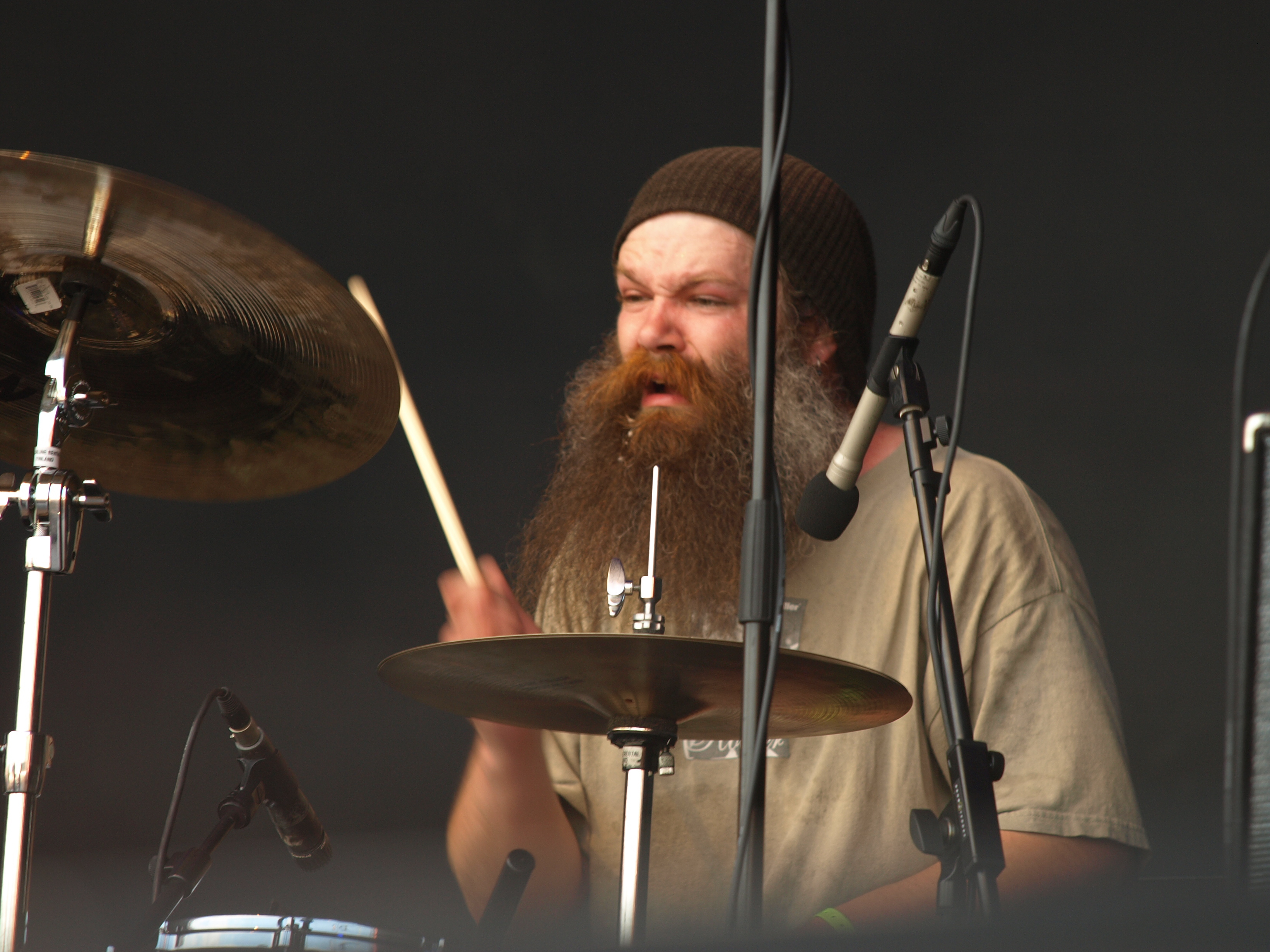
Von, 2013

Nezaměňovat s norskou drone metalovou kapelou s podobným názvem - Vonn.
Von je jedna z prvních amerických black metalových kapel, která byla založena v roce 1987 Jasonem "Venien" Venturou a Shawnem "Goat" Calizem ve městě San Francisco v Kalifornii. Byla aktivní v letech 1987–1992, v roce 2010 se opět zformovala.
Podle její skladby se pojmenovala švédská black metalová skupina Watain.
Ve své první etapě vydala pouze demo Satanic Blood (další demo Blood Angel se dostalo k posluchačům až později).
Debutní studiové album s názvem Satanic Blood vyšlo až v roce 2012 po znovuobnovení.

## Diskografie

### Dema
- Satanic Blood – (1992)
- Satanic – (2009)
- Blood Angel – (2009) – vydáno jako volně stažitelná nahrávka (časově omezeno) a jako součást kompilace Satanic Blood Angel

### Studiová alba
- Satanic Blood (2012)
- Dark Gods: Seven Billion Slaves (2013)

### EP a singly
- Satanic Blood (EP 2010)
- Ritual of the Black Mass (singl 2013)

### Kompilace
- Satanic Blood Angel (2003)

### Živé nahrávky
- Live at the Stone – San Francisco CA 1991 (2009)

### Split nahrávky
- Black Mass: Jesus Stain (2012) – společně s kapelou Take Over and Destroy